# Dálnice D3
Dálnice D3 (někdy zvaná Budějovická dálnice) je budovaná dálnice z Prahy přes Tábor a České Budějovice na česko-rakouskou hranici Dolního Dvořiště – Wullowitz, kde se má spojit s připravovanou rakouskou rychlostní silnicí S10. Je součástí evropské silnice E55.
Aktuálně jsou v provozu úseky mezi Meznem a Kaplicí-nádražím, celkem 97,416 km. V Jihočeském kraji jsou všechny zbývající úseky dálnice D3 v realizaci. V současné době je rozestavěno 15,5 km dálnice D3, úseky Kaplice nádraží – Nažidla a Nažidla – státní hranice. Dálnice D3 v Jihočeském kraji by měla být k hranicím s Rakouskem hotová do konce roku 2027. S dokončením dálnice ve Středočeském kraji se počítá na začátku 30. let 21. století.

## Zpoplatnění
Celá dálnice D3 je pro osobní vozidla do 3,5 tuny zpoplatněna formou časového dálničního kupónu, s výjimkou úseku obchvatu Tábora mezi sjezdy Čekanice a Měšice, obchvatu Veselí nad Lužnicí, po dokončení (prosinec 2024) je zkušebně od poplatku pro osobní vozidla do 3,5 tuny osvobozen také dálniční obchvat Českých Budějovic.
Pro vozidla nad 3,5 tuny dálnice D3 podléhá zpoplatnění v celé délce formou elektronického výběru mýta.

## Historie výstavby

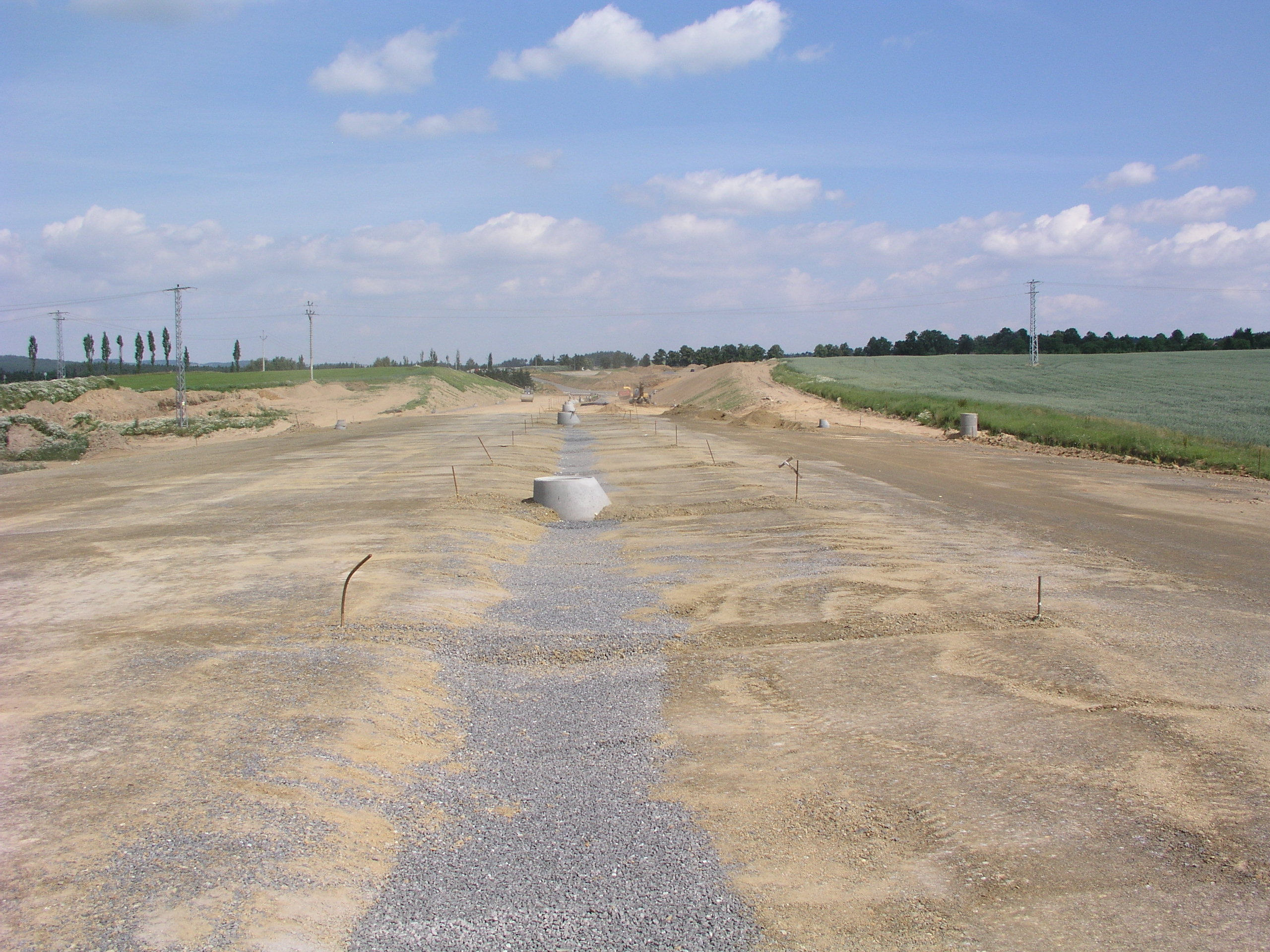
Foto z výstavby D3 u Chotovin

Výstavba dálnice byla plánována od roku 1987. V roce 1988 byla zahájena stavbou obchvatu Tábora, který však po zprovoznění nebyl označen jako dálnice. Vládním usnesením z února 1997 č. 86 byl úsek vyjmut z dálniční sítě, o dva roky později pak vládním usnesením č. 741 z července 1999 (za nesouhlasu MŽP) do dálniční sítě opět zařazen. Na tomto úseku probíhal dlouhá léta spor o příjezdovou cestu k motocentru. Vlivem chyby úředníka bylo toto připojení zkolaudováno jako trvalé i přes to, že bylo napojené přes dočasnou příjezdovou cestu k čerpací stanici, která byla později zrušena. Na tomto úseku bylo až do roku 2024 omezení rychlosti a snížení počtu jízdních pruhů, než došlo k vyvlastnění a následné dostavbě asi 400 metrů dálnice.

V říjnu 2004 byl předán do provozu první úsek v délce 8,3 km Chotoviny – Čekanice. Úsek Mezno – Chotoviny byl stavěn od roku 2005 a zprovozněn 17. prosince 2007. V roce 2008 byla zahájena výstavba 25 km dlouhého úseku Tábor – Veselí nad Lužnicí, který byl zprovozněn 28. června 2013. Zároveň byly zrekonstruovány úseky z 80. a 90. let mezi Stoklasnou Lhotou a Měšicemi. Obchvat Tábora byl poté nově označen jako dálnice.

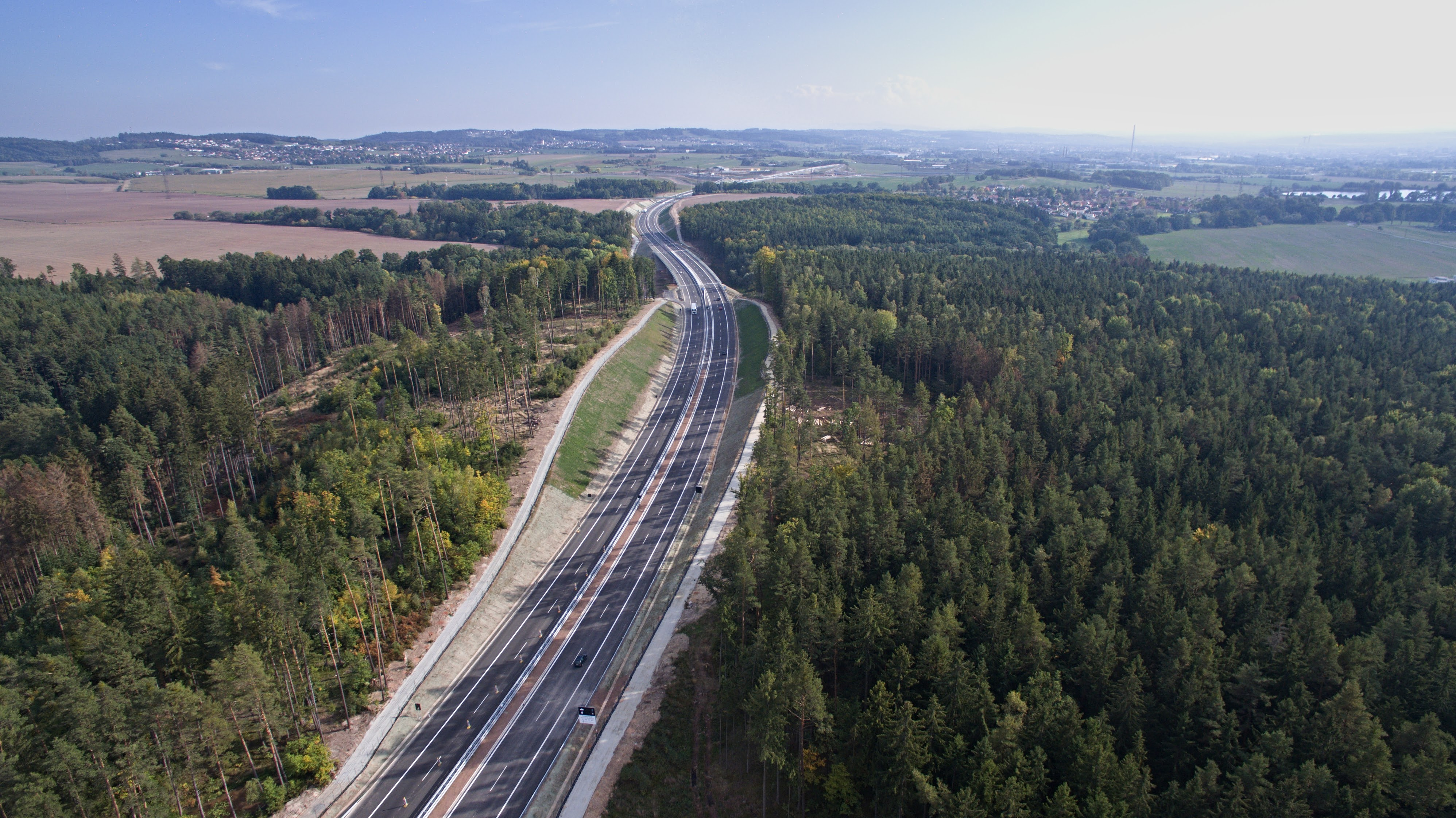
Dálnice D3 Borek – Úsilné (září 2017)

Mimoto byly od přelomu 80. a 90. let 20. století uváděny do provozu přeložky silnice I/3, které byly konstruovány jako jeden pás dálnice a kde už pouze zbýval vybudovat druhý pás, popř. mimoúrovňové křížení. Jednalo se o obchvat Veselí nad Lužnicí (současně dobudován na plný profil), úsek Ševětín – Borek (současně dobudován na plný profil) a obchvat obce Dolní Dvořiště.
Úsek Dolní Třebonín – státní hranice byl původně plánován jako rychlostní silnice R3, administrativně byl přeřazen pod dálnici v lednu 2016.
3,16 kilometrů dlouhý úsek u Českých Budějovic byl otevřen 27. září 2017. Stavba tohoto úseku stála 720 milionů korun (bez DPH) a nejnáročnější byla mimoúrovňová prstencová křižovatka. V tentýž rok byl 7. dubna otevřen 5,22 km dlouhý úsek na úseku Veselí nad Lužnicí – Bošilec, který byl dostavěn z polovičního profilu na úplný dálniční profil. Cena této stavby byla 635 milionů korun (bez DPH). Otevírací slavnosti těchto dvou úseků vyšly ŘSD celkem na 420 tisíc Kč, za což bylo kritizováno.
V roce 2019 byl otevřen úsek Bošilec – Ševětín dlouhý 8,13 kilometrů. Cena stavby byla necelých 1,3 miliardy korun (bez DPH). Komplikací na tomto úseku bylo příliš hluboké rašeliniště pod mostem přes Bukovský potok. Nakonec harmonogram prací byl dodržen a úsek byl 24. června 2019 otevřen.
Dne 21. prosince 2024 byl otevřen obchvat Českých Budějovic (od Úsilného po Kaplici-nádraží).

## Budoucnost výstavby

### Středočeský kraj

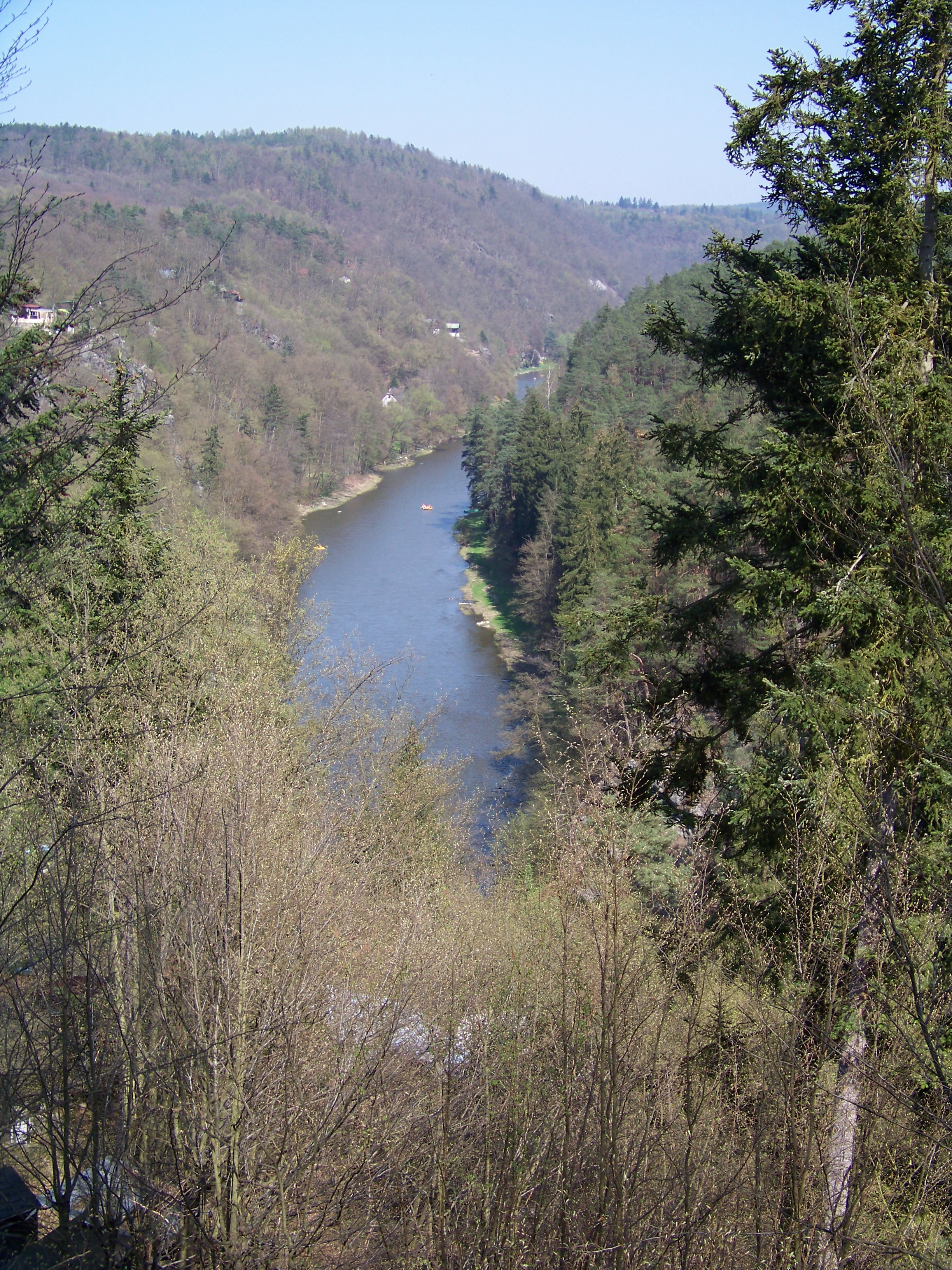
Údolí Sázavy mezi Lukami pod Medníkem a osadou Hostěradice-Rakousy, kde se plánovaná dálnice dostává do konfliktu s ochranou přírody

Ve Středočeském kraji existovalo několik variant vedení trasy. Zásady územního rozvoje Středočeského kraje obsahují variantu „Stabilizovaná“. Proti stavbě protestují ekologické organizace (zvláště kvůli přemostění řeky Sázavy, nedaleko chráněného území v okolí vrchu Medník) a obyvatelé obcí, kolem kterých by měla trasa vést. Naopak urychlenou výstavbu požadují obyvatelé některých obcí, přes které vede současná silnice I/3.
Jelikož se na výběru varianty nemohlo shodnout ministerstvo dopravy (stabilizovaná varianta) a životního prostředí (varianta Zenkl-Vyhnálek), vybrala vláda v prosinci 2005 variantu ministerstva dopravy.
Jako nesouhlas s trasováním dálnice D3 Posázavím prosadil ministr životního prostředí Martin Bursík v roce 2007 zřízení speciálních komisí, které mají vyhodnotit variantní řešení výstavby dálnice D3 ve Středočeském kraji. To pobouřilo především hejtmana Středočeského kraje Petra Bendla, který takový postup označil za zdržování. Bursík se však ostře ohradil. Spor o trasování D3 se tak znovu rozhořel. Proti plánované trase D3 byl dokonce v srpnu 2008 uspořádán koncert, na kterém vystoupili mj. Anna K, David Koller či Michal Hrůza.
V srpnu 2008 řekl tehdejší středočeský hejtman Petr Bendl, že by se výstavba dálnice D3 mohla zpozdit až o deset let, pokud by se začala projednávat její další varianta kopírující současnou silnici I/3; s podobnými názory přišel také tehdejší ministr dopravy Aleš Řebíček, který tvrdí, že v oblasti Mirošovic by prý vznikly neřešitelné dopravní kolapsy. Sdružení obcí Klid jim oponuje tvrzením, že „stabilizovaná“ varianta z 80. let je v oblasti napojení na pražský okruh již zastaralá a neúměrné zatížení by přinesla naopak do oblasti jižního okraje Prahy, kde se rychle rozvíjí bytová zástavba.
Na začátku roku 2012 vydalo Ministerstvo životního prostředí kladný posudek EIA pro západní variantu vedoucí přes Posázaví. Začátkem srpna 2013 uvedla mluvčí Ředitelství silnic a dálnic, že geologický průzkum je ze 70 procent hotový a že ŘSD připravuje soutěž na vypsání dokumentace k územnímu rozhodnutí. Teprve poté by se začaly vykupovat pozemky, pak by následovala dokumentace pro stavební povolení a žádost o vydání stavebního povolení. Termín zahájení stavby nedokázala v té době odhadnout.
V srpnu 2013 soud na základě žaloby, kterou podaly obce Ješetice, Tisem a Václavice a jeden vlastník rodinného domu, zrušil rozhodnutí Středočeského kraje o vymezení koridoru dálnice D3 v západní variantě (přes Jesenici, Psáry, Heřmaničky a Mezno) v 60km úseku mezi Miličínem a Prahou a Václavické spojky přes Dolní Posázaví a Neveklovsko v územím plánu kraje. Ovšem i východní varianta trasy má své odpůrce.
Roku 2016 vypršela platnost EIA; MŽP její platnost prodloužilo do 1. února 2027 (k prodloužení došlo čtyři měsíce po vypršení platnosti původní EIA). Obce, spolky i jednotlivci, kteří se navrhovanou trasou dálnice či s dálnicí jako takovou nesouhlasí, se obávají ohromné ekologické zátěže krajiny, zamoření emisemi a hlukem, v současné době, kdy České republice hrozí sucho, se navíc obávají, že by stavba dálnice zničila vodní režim krajiny (na to ŘSD reaguje nabídkou provázat s dálnicí vodovod, jež by do oblasti dodával vodu ze Želivky; tato voda, jež by nahrazovala původní vodu z místa, by ovšem byla placená). Nevyřešeny zůstávají některé technické aspekty stavby (například trasování poddolovaným okolím Jílového u Prahy).
Od roku 2016 se v problematice středočeského úseku D3 angažuje spolek Alternativa středočeské D3, který ho považuje za „zastaralý projekt socialistické éry“. Místo něj navrhuje variantu A0+, která by spočívala:
- ve zvýšení průjezdnosti a bezpečnosti páteřní silnice I/3
- v rozvoji moderní příměstské dopravy, mj. výrazném zkapacitnění příměstské železniční dopravy a rozšíření parkovišť u nádraží
- modernizaci cestní sítě uvnitř regionu a pomoci obcím, které trpí tranzitní dopravou (Jílové, Kamenný Přívoz aj.)
- dostavbě kapacitní trasy Praha – České Budějovice pro tranzitní automobilovou dopravu v podobě dálnice D4[22]

### Úseky
0301 Praha – Jílové u Prahy
Úsek je dlouhý 9,5 km. Součástí stavby je zkapacitnění cca 1 km Pražského okruhu na začátku stavby. V km 4,0 se nachází MÚK Psáry. Dále na jih se nachází 1517 m dlouhý hloubený tunel Libeř, 517 m dlouhý most přes Zahořanský potok a 1690 m dlouhý ražený tunel Kamenná Vrata. Stavba končí v MÚK Jílové, kde se napojuje obchvat města. Ten je tvořen 1974 m dlouhým úsekem silnice II. třídy. Začíná za MÚK Jílové a končí na okružní křižovatce se silnicí II/105. Na trase se nachází jedna úrovňová křižovatka.
V listopadu 2024 byly zahájeny průzkumné práce pro tunel Kamenná Vrata. Hlavní složkou průzkumu bude ražba 1,6 kilometru dlouhé štoly. Práce potrvají asi tři roky.
0302 Jílové u Prahy – Hostěradice
Úsek je dlouhý 4,5 km. Na začátku je tunel Luka pojmenovaný podle nedaleké obce Luka pod Medníkem. Jeho délka činí 1843 m, z toho 1260 m je ražených. Podle původního plánu měl být rozdělený na 200 m dlouhý hloubený tunel Bohuliby, 100 m dlouhý povrchový úsek a ražený tunel Luka. V červenci 2015 byla zpracována aktualizace (spojení a prodloužení tunelů), která byla schválena v říjnu 2015. Následuje 787 m dlouhý a 113 m vysoký most Sázava překračující i železniční trať. Stavba končí v MÚK Hostěradice.
0303 Hostěradice–Václavice
Úsek je dlouhý 11,3 km. Na začátku je 377 m dlouhý ražený tunel Hostěradice. Následuje ražený tunel Vršky (137 m), most Krňany (231 m) a ražený tunel Krňany (432 m). Silnici II/105 a údolí přechází 434 m dlouhým mostem Maskovice, přeložku silnice III/1057 a Brejlovský potok 574 m dlouhým mostem Netvořice. Silnice III/10513 a přivaděč Týnec nad Sázavou (o délce 3240 m) je napojena v MÚK Dunávice. V km 22,3 se nachází oboustranná odpočívka Dunávice. Úsek končí v MÚK Václavice. Součástí stavby je přivaděč Benešov, který začíná na MÚK Václavice, údolí Janovického potoka překonává 245 m dlouhým mostem, dalším, 98 m dlouhým mostem, překonává potok Zbožnice. V MÚK Chlístov se kříží se silnicí II/106. Údolí Konopišťského potoka překonává mostkem délky 314 m a končí na MÚK Červené Vršky.
0304 Václavice–Voračice
Úsek měří 16,7 km. Na začátku úseku se nachází 960 m dlouhý tunel Prostřední Vrch. V km 28,8 je navržen ekodukt a v km 30 MÚK Neštětice se silnicí II/114. Dálnice překračuje potok Tisan 342 m dlouhým mostem, údolí Zderadického potoka 807 m dlouhou estakádou. Přes dálnici přechází další ekodukt a v km 39,5 se nachází oboustranná odpočívka Minartice. Nový potok je překročen mostem délky 222 m. Úsek končí MÚK Voračice.
0305 Voračice – Nová Hospoda
Úsek je dlouhý 16,5 km. Hned na začátku se nachází most přes údolí a vodoteč délky 249 m. Údolí potoka Mastník je překročeno dalším, 283 m dlouhým mostem. Dále jsou navrženy mosty přes vodoteč (134 m) a Divišovský potok (220 m). V MÚK Loudilka se kříží se silnicí II/121. Estakádou délky 462 m překračuje Voračický potok a nejdelším mostem úseku i celé dálnice, 925 m dlouhou estakádou, překračuje znovu potok Mastník a IV. železniční koridor. Následují další mosty délky 413 m (údolí vodoteče) a 207 m (údolí a polní cesta). Středočeská D3 končí v MÚK Mezno.

### Jihočeský kraj

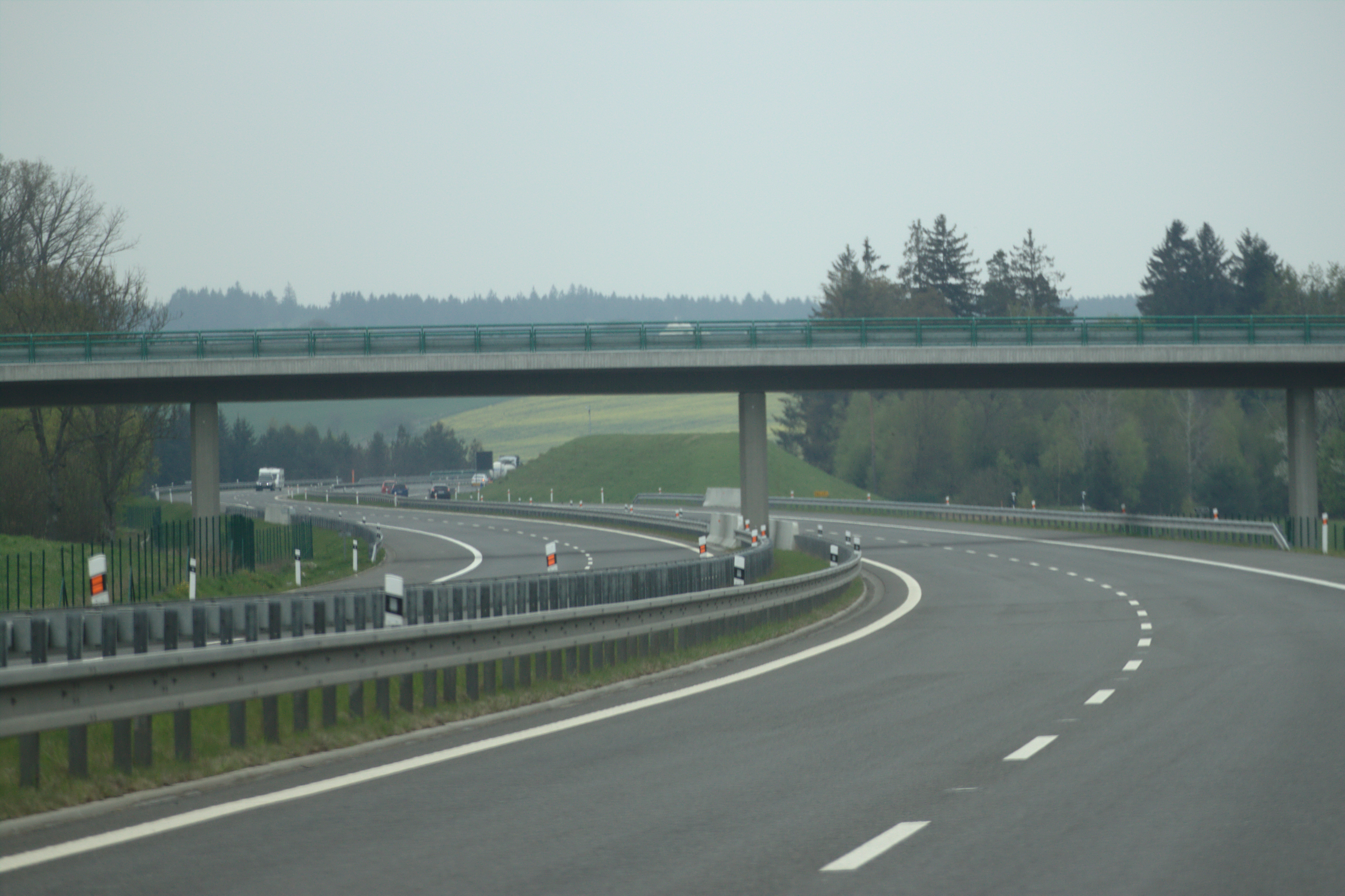
Dálnice D3 u Soběslavi

Dálnice byla v Jihočeském kraji a na území VÚC Tábor prohlášena za veřejně prospěšnou stavbu. Na tomto území je dálnice projekčně připravena a všechny zbývající úseky dálnice v tomto kraji jsou již ve výstavbě. Jihočeský kraj stavbu podporuje a očekává od ní oživení regionu.
V březnu 2019 byla zahájena stavba obchvatu Českých Budějovic (úsek Úsilné–Hodějovice) včetně tunelu Pohůrka. U toho však byla kvůli problémům se spodní vodou změněna technologie a podle představ ze začátku roku 2022 se měl tunel dostavět později než zbytek úseku. Koncem roku 2022 byla však dohodnuto, že se celý úsek včetně tunelu zprovozní koncem roku 2024.
Úsek Dolní Třebonín – Kaplice-nádraží se měl původně stavět od roku 2021, termín ale posunuly spory o reference firmy Metrostav Infrastructure. Ke slavnostnímu zahájení stavby došlo 4. února 2022.
Od roku 2024 jsou ve výstavbě i poslední dva chybějící úseky dálnice D3 v Jihočeském kraji, hraniční úsek s Rakouskem Nažidla – státní hranice a úsek Kaplice-nádraží – Nažidla. Tyto dvě části dálnice nahradí úsek silnice I/3 přezdívanou „Silnice smrti“. Tento název silnice získala kvůli tragické nehodě u Nažidel.
V červnu 2024 se ŘSD podařilo rozběhnout dostavbu zhruba 400 metrů pravého pásma dálnice D3 na obchvatu Tábora, po získání pravomocného stavebního povolení. Provoz tam byl omezený kvůli čtvrtstoletí dlouhému sporu s příjezdem do motocentra, které muselo být vyvlastněno. K plnému zprovoznění úseku došlo v srpnu 2024.

## Přehled úseků

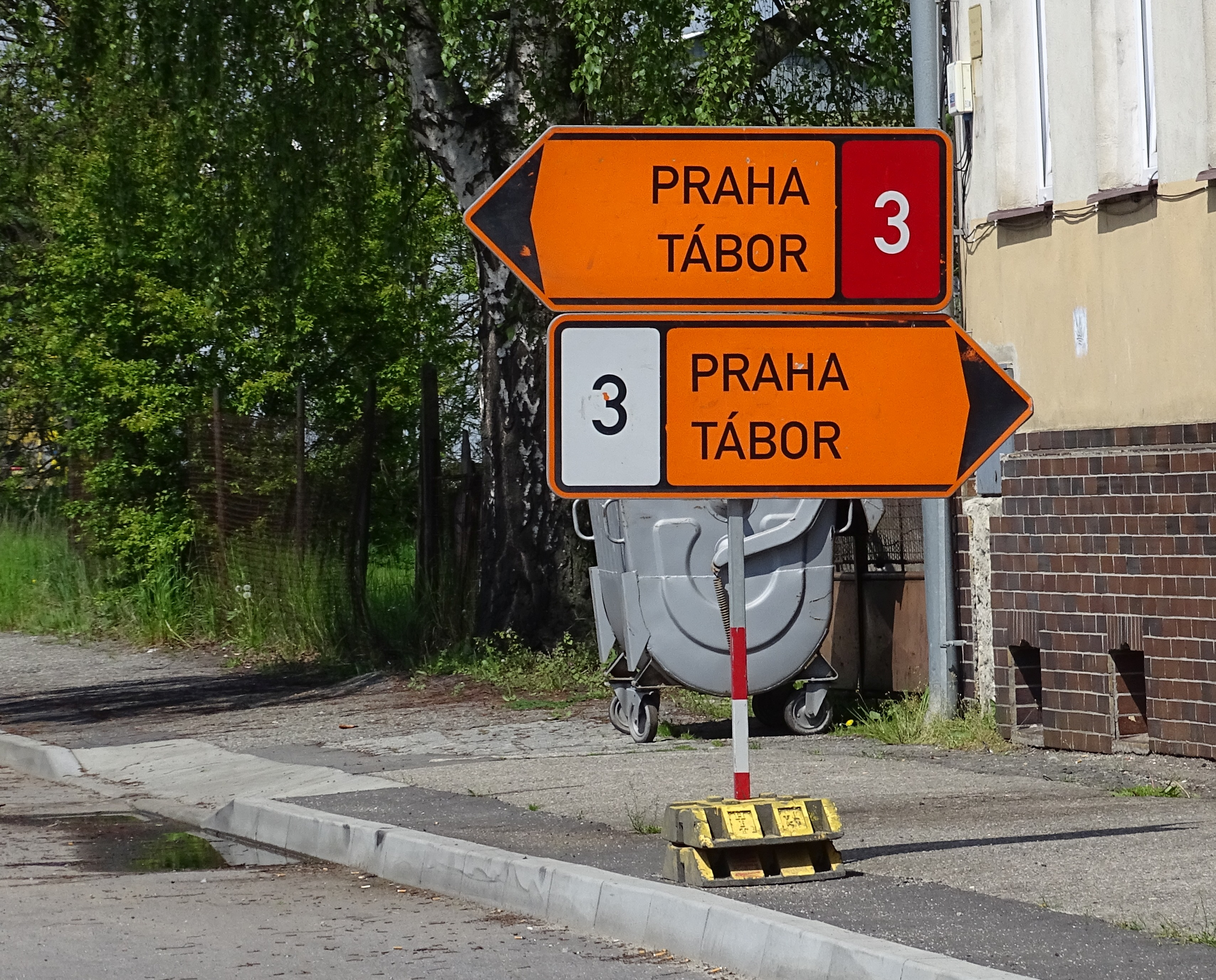
Provizorní směrové tabule ve Veselí nad Lužnicí, květen 2017

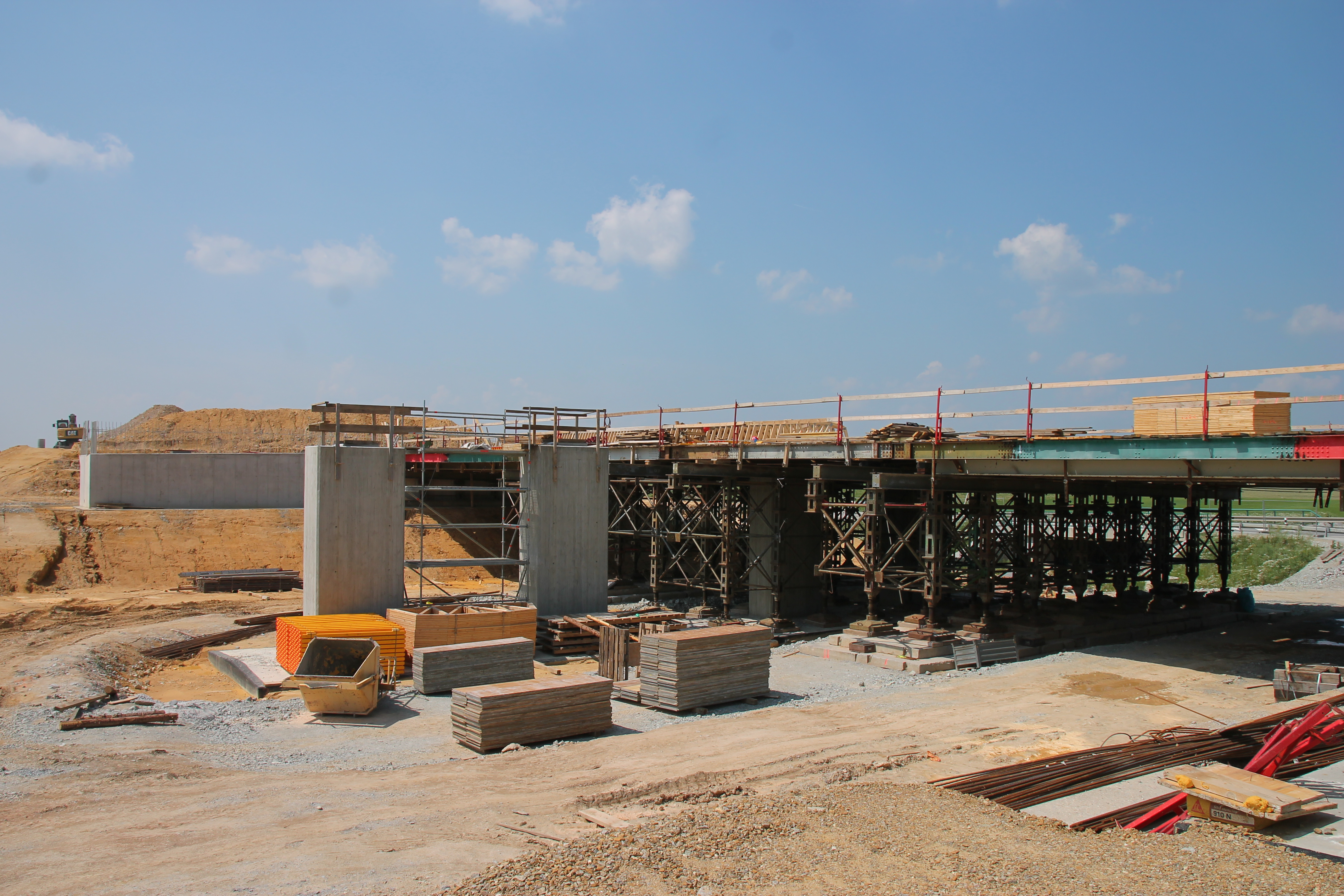
Výstavba mostu u Dynína (květen 2018)

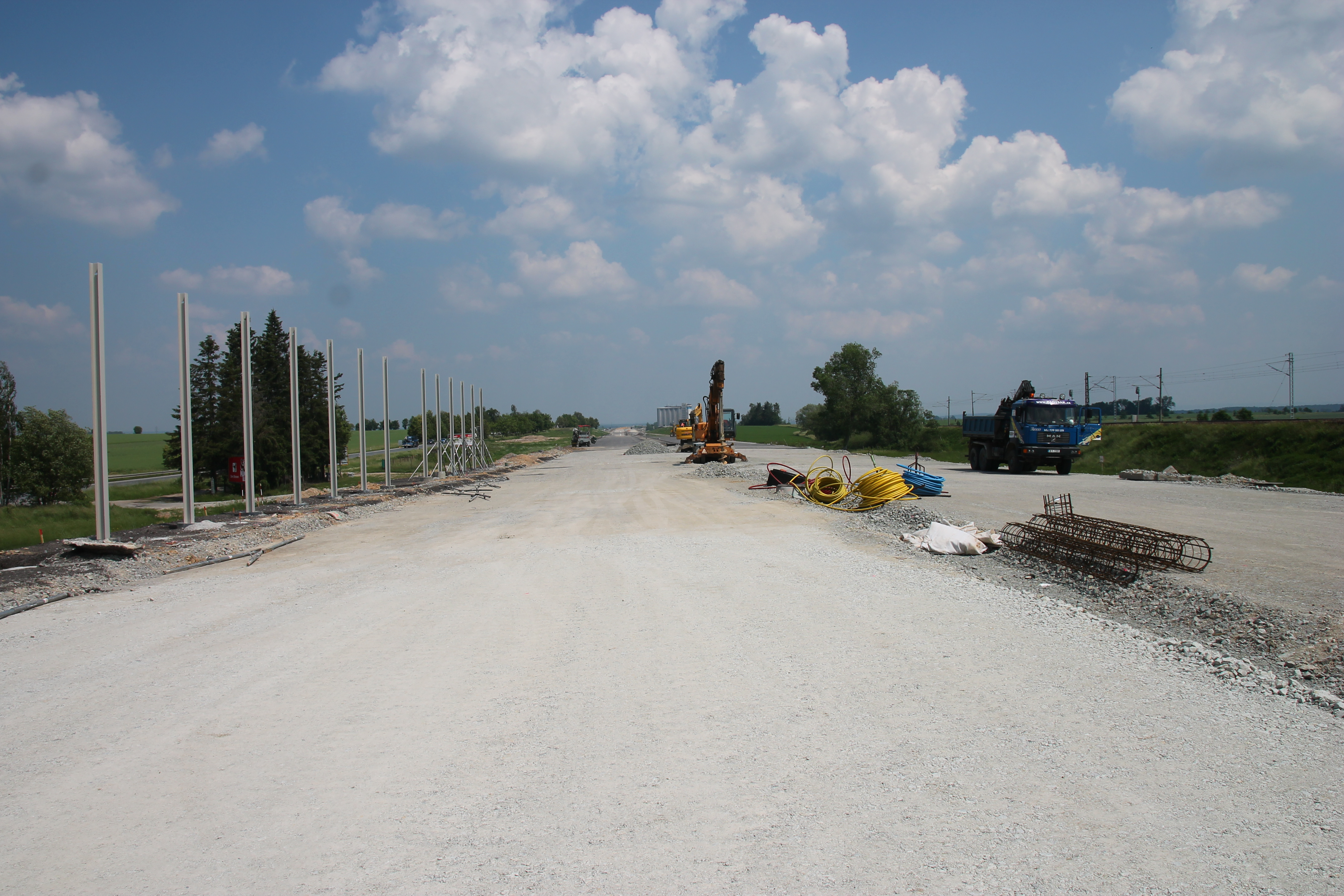
Zemní pláň dálnice ve výstavbě u Neplachova (květen 2018)

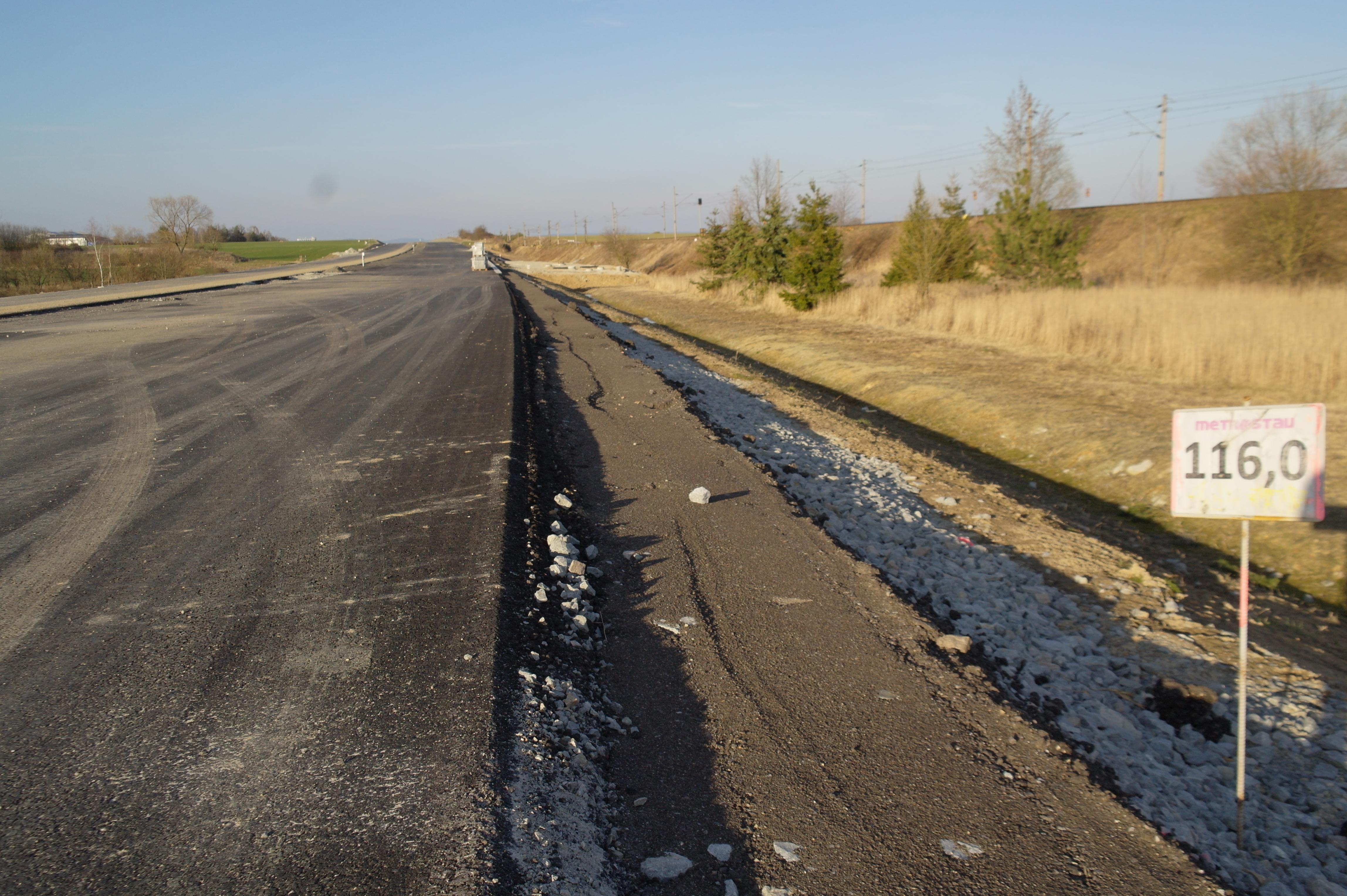
Stavba dálnice u Ševětína (duben 2018)

| Číslo    | Úsek                             | Délka    | Kategorie | Zahájení výstavby                     | Uvedení do provozu                                      | Křižovatky                                                        |
| -------- | -------------------------------- | -------- | --------- | ------------------------------------- | ------------------------------------------------------- | ----------------------------------------------------------------- |
| 0301     | Praha – Jílové u Prahy           | 9,51 km  | D27,5/120 | plánováno 2028                        | plánováno 2032                                          | Psáry Jílové u Prahy                                              |
| 0302     | Jílové u Prahy – Hostěradice     | 4,49 km  | D27,5/120 | plánováno 2028                        | plánováno 2032                                          | Hostěradice                                                       |
| 0303     | Hostěradice – Václavice          | 11,29 km | D27,5/120 | plánováno 2028                        | plánováno 2032                                          | Dunávice Václavice                                                |
| 0304     | Václavice – Voračice             | 16,70 km | D27,5/120 | plánováno 2028                        | plánováno 2032                                          | Neštětice Voračice                                                |
| 0305/I   | Voračice – Nová Hospoda          | 16,45 km | D27,5/120 | plánováno 2028                        | plánováno 2032                                          | Mezno Loudilka                                                    |
| 0305/II  | Nová Hospoda – Mezno             | 1,7 km   | D26,5/120 | 1/2 profil 04/2007 2/2 profil 07/2008 | 1/2 profil 12/2007 2/2 profil 12/2009                   | Mezno (exit 62)                                                   |
| 0306/I   | Mezno – Chotoviny                | 6,8 km   | D26,5/120 | 05/2004                               | 12/2007                                                 | —                                                                 |
| 0306/IIA | Chotoviny – Stoklasná Lhota      | 3,25 km  | D26,5/120 | 02/2002                               | 10/2004                                                 | Chotoviny (exit 70)                                               |
| 0306/IIB | Stoklasná Lhota – Čekanice       | 1,02 km  | D26,5/120 | 1/2 profil 1991 2/2 profil 02/2002    | 1/2 profil 1994 2/2 profil 10/2004                      | —                                                                 |
| 0306/IIC | most u Čekanic                   | 474 m    | D26,5/120 | 1/2 profil 1991 2/2 profil 04/2003    | 1/2 profil 1994 2/2 profil 06/2005                      | —                                                                 |
| 0306/IID | most Čekanice – obchvat Tábora   | 536 m    | D26,5/120 | 1/2 profil 1991 2/2 profil 10/2003    | 1/2 profil 1994 2/2 profil 06/2005                      | —                                                                 |
| 0306/III | Tábor – obchvat                  | 3,45 km  | D26,5/120 | 1988                                  | 1991                                                    | Tábor-Čekanice (exit 76) Tábor-Měšice (exit 79)                   |
| 0307     | Tábor – Soběslav                 | 16,30 km | D27,5/120 | 09/2008                               | 06/2013                                                 | Planá nad Lužnicí (exit 84) Soběslav (exit 95)                    |
| 0308AB   | Soběslav – Veselí nad Lužnicí    | 8,72 km  | D27,5/120 | 01/2009                               | 06/2013                                                 | Dráchov (exit 100) Veselí nad Lužnicí-sever (exit 104)            |
| 0308C    | Veselí nad Lužnicí – Bošilec     | 5,13 km  | D27,5/120 | 04/2015                               | 10/2017                                                 | Veselí nad Lužnicí-jih (exit 107)                                 |
| 0309/I   | Bošilec – Ševětín                | 8,14 km  | D27,5/120 | 09/2015                               | 06/2019                                                 | —                                                                 |
| 0309/II  | Ševětín – Borek                  | 10,68 km | D27,5/120 | 03/2017                               | 12/2019                                                 | Ševětín (exit 118) Lhotice (exit 125)                             |
| 0309/II  | Odpočívka Chotýčany              | —        | —         | 11/2021                               | 09/2023                                                 | —                                                                 |
| 0309/III | Borek – Úsilné                   | 3,16 km  | D27,5/120 | 04/2015                               | 09/2017                                                 | Úsilné (exit 131)                                                 |
| 0310/I   | Úsilné – Hodějovice              | 7,20 km  | D27,5/120 | 04/2019                               | 12/2024                                                 | Pohůrka (exit 136)                                                |
| 0310/II  | Hodějovice – Dolní Třebonín      | 12,54 km | D27,5/120 | 03/2019                               | 12/2024                                                 | Roudné (exit 141) Krasejovka (exit 148) Dolní Třebonín (exit 151) |
| 0311     | Dolní Třebonín – Kaplice-nádraží | 8,54 km  | D25,5/120 | 02/2022                               | 12/2024                                                 | Kaplice-nádraží (exit 159)                                        |
| 0312/I   | Kaplice-nádraží – Nažidla        | 11,99 km | D25,5/120 | 06/2024                               | plánováno 12/2026 (1. část) plánováno 06/2027 (2. část) | Kaplice                                                           |
| 0312/II  | Nažidla – státní hranice         | 3,54 km  | D26/130   | 01/2024                               | plánováno 2026                                          | Dolní Dvořiště                                                    |